# 콘스탄틴 (브리튼인의 왕)
콘스탄틴 (Constantine /ˈkɒnstəntiːn/, FL. 520-523)은 6세기 둠노니아의 왕이었으며, 브리튼 후기의 역사에서 전설적인 브리튼의 왕으로 평가받는 인물이다. 콘스탄틴에 관해서 남아있는 유일한 정보는 길다스가 콘스탄틴을 왕족 살해죄를 비롯한 여러 죄명으로 쫓아냈다는 것뿐이다. 기록에 의하면 콘스탄틴은 둠노니아 왕족에 속해 있었으며, 브리튼 서남부 지역에서 전해지는 왕이었다가 수도승이 된 성자 콘스탄틴 이야기로부터 영향을 받았다는 가능성이 있다.
12 세기에 몬머스의 제프리는 유사 역사 연대기인 브리타니아 열왕사에 콘스탄틴을 더했다. 길다스의 이야기에 자세한 이야기를 덧붙이고 콘스탄틴을 아서 왕의 후계자로 만들었다. 제프리가 만든 이야기로 인해 콘스탄틴은 후기 연대기에서 아서 왕의 상속자로 나타났다. 콘스탄틴은 드물게 중세 아서 풍의 로맨스와 산문 작품에서 등장했고, 현대화 한 전설에서도 나타나기도 했다.

## 역사

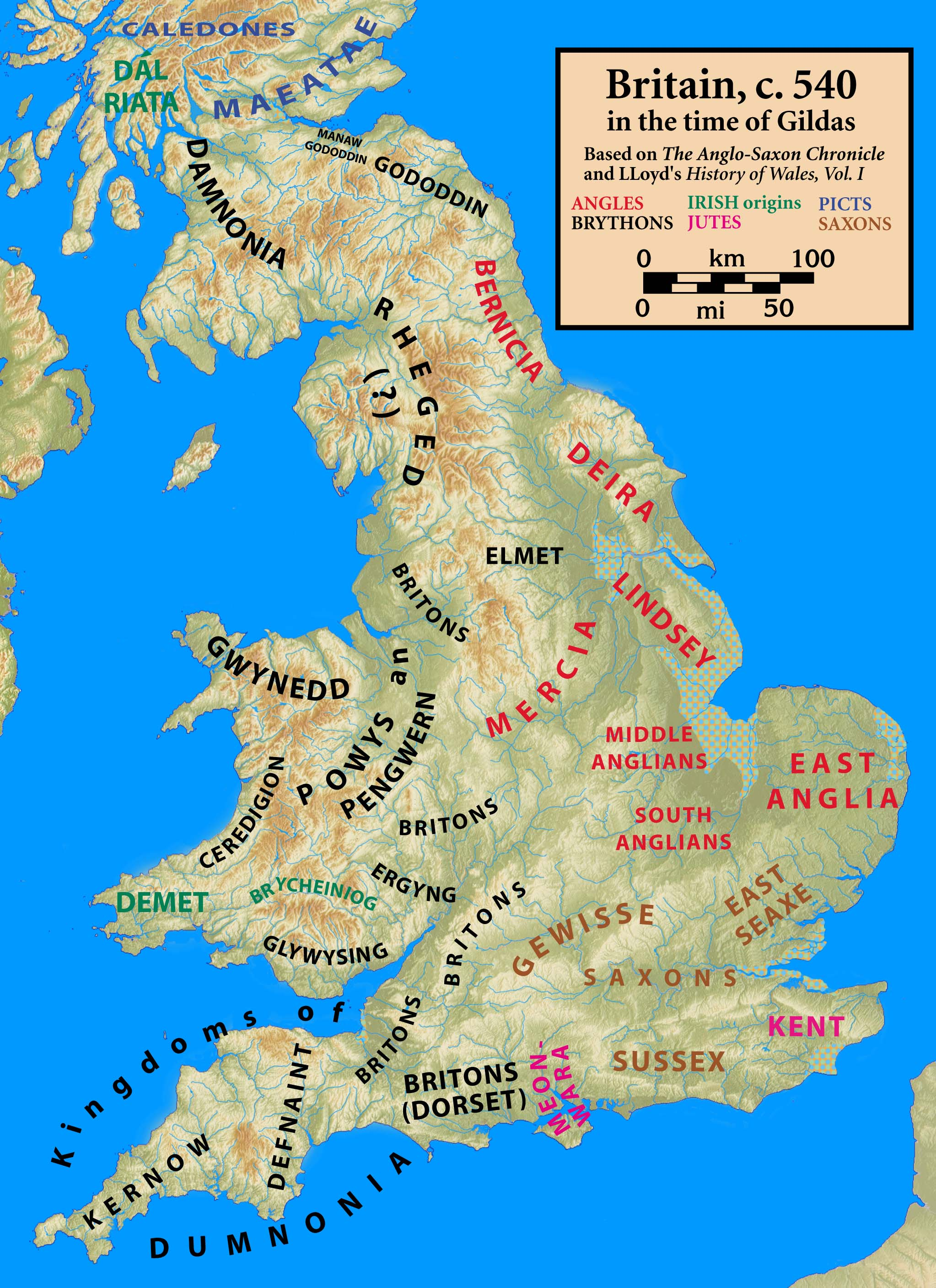
540년 길다스 시대의 브리튼 남부. 콘스탄틴의 둠노니아 왕국은 남서쪽에 위치해있고, 둠노니아 영토는 북서쪽에 있다.

길다스는 콘스탄틴을 6세기 작품인 <브리타니아의 정복과 파멸>의 28장과 29장에서 언급했다. 콘스탄틴은 성경에 등장하는 짐승과 비교되는 5명의 브리튼 왕 중 하나이다. 길다스는 콘스탄틴을 "둠노니아의 부정한 암사자가 낳은 난폭한 짐승"이라고 칭하는데, 이는 다니엘서와 요한계시록을 인용한 구절이며, 이는 콘스탄틴의 어머니까지 모욕하는 구절이었다.
여기서 등장하는 둠노니아는 브리튼의 남서쪽에 위치하는 둠노니아(Dumnonia) 왕국으로 알려져 있다. 로이드 래잉과 레슬리 알콕과 같은 학자들은 길다스가 프톨레마이오스가 2세기에 발견했던 둠노니 부족의 영토를 이야기하던 것이었을 수도 있다는 가능성을 남겼자만, 토마스 설리번과 의견을 같이 했던 사람들은 이를 부정적으로 여겼다.
길다스는 콘스탄틴이 속임수와 폭정을 멀리하겠다고 맹세했음에도 불구하고, 수도원의 예복을 입은 채로 제단 앞에서 기도하는 두 '어린 왕족'과 왕족과 동행한 자들을 살해했다고 한다. 길다스는 콘스탄틴이 이러한 살인을 저지르기 전에도 부인을 두고 무수한 간통을 했으리라 확신하고 있었다. 그래서 콘스탄틴에게 살아있는 동안은 저주받지 않게 회개하도록 권유했다. 두 왕족을 죽인 콘스탄틴의 살인은 6세기의 성자 준데나우를 기리는 의식과 관련이 있을 수도 있다.
학자들은 길다스의 콘스탄틴을 둠노니아 왕의 족보에 나타나는 고레우 밥 쿠스텐닌(콘월의 콘스탄틴)과 구별하고 있다. 쿠스텐닌은 브리튼 성자들의 혈통을 그린 족보 보네드 세인트에서 얼빈의 아버지이자 영웅 제레인트의 할아버지라고 언급된 바 있다.
쿠스텐닌의 혈통적 위치로 미루어 봤을 때 토마스 O. 설리번은 콘스탄틴이 520-523년경의 인물이라고 주장한다.

## 성자 콘스탄틴

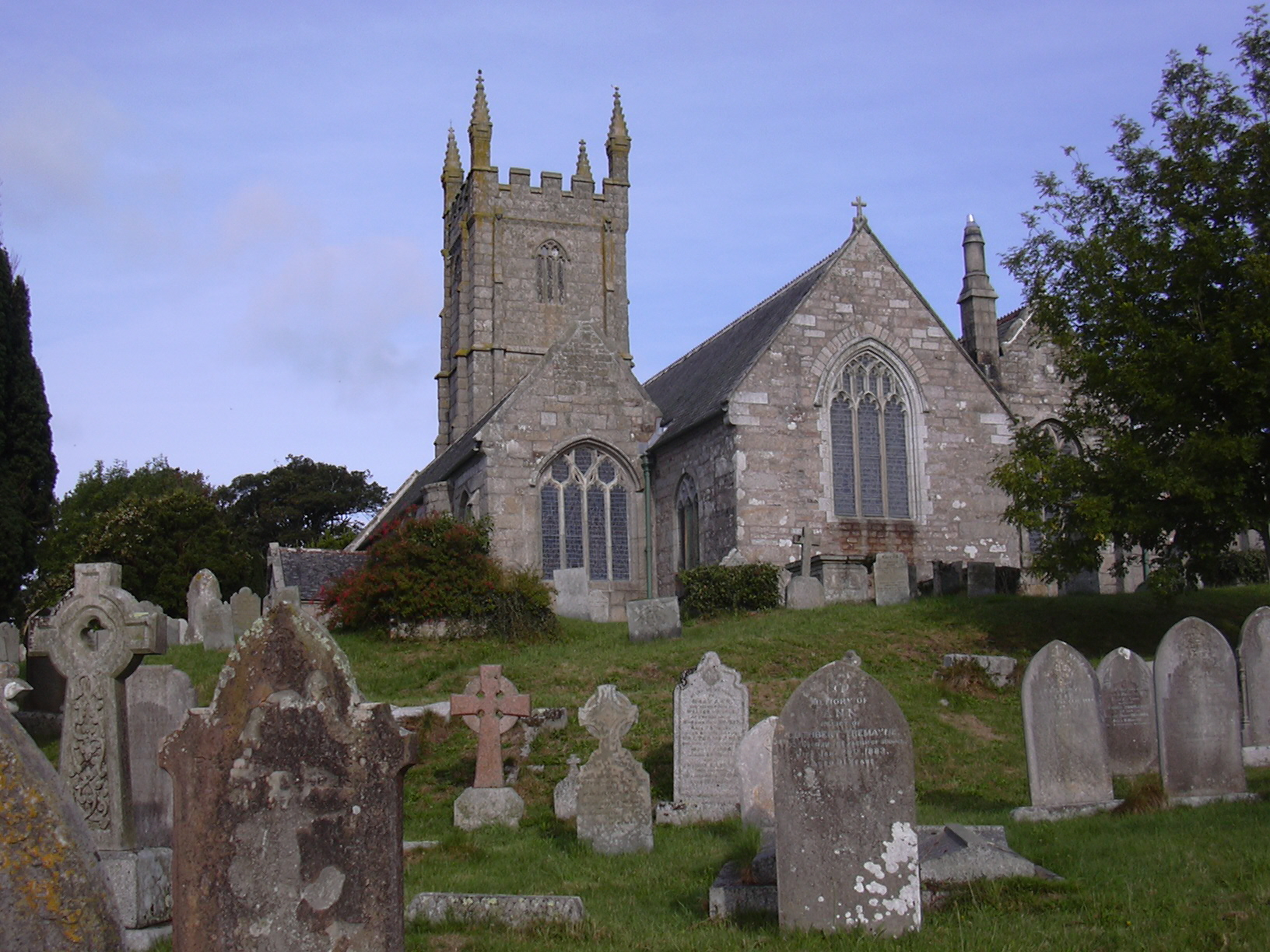
콘월의 콘스탄틴에 있는 성 콘스탄틴 교회는 역사상 둠노니아의 왕과 관련이 있을 것이라고 한다.

둠노니아의 콘스탄틴 왕은 수도승이 되기 위해 왕관을 포기한 왕인 성자 콘스탄틴에 대한 브리튼 남서부와 웨일스, 아일랜드와 스코틀랜드의 후기 전통에 영향을 미쳤을지도 모른다. 특별히 콘월과 웨일즈 쪽에서는 길다스가 콘스탄틴을 회개하도록 권유한 행동이 효과가 있었다는 믿음을 가지고 있다.
성인 콘스탄틴의 주요 종교시설은 둘 다 콘월에 위치한다. 콘스탄틴 교구의 교회와, 성 메린 교구의 콘스탄틴 교회가 대표적이다. 콘스탄틴 교구의 교회는 적어도 11세기에 지어진 건축물인데, 라이스마치(후기 웨일즈에서 통용되던 이름 Rhygyfarch의 현대 표기법)가 11세기에 저술한 <성자 데이비드의 삶>에서 언급되었기 때문이다. 그 때는 교회가 공동체로써 기능했을지는 몰라도, 수세기가 지난 이후로는 교구의 교회로 변했다. 콘스탄틴의 예배당은 세례 우물을 가지고 있었고, 교구의 중심지 역할을 했다.
캄브리아 편년사와 울라 편년사에서는 콘스탄틴의 개종을 기록하고 있다. 여기서 등장하는 콘스탄틴은 콘월의 성자이자 역사적인 인물과 관련한 정보일 것이라는 추측이 있다. 몇 개의 종교 문헌에서는 콘스탄틴을 콘월과 연관짓고, 특히 콘스탄틴을 왕으로 지칭하기 때문이다. <성자 데이비드의 삶>에서는 콘월의 왕인 콘스탄틴이 왕이 되기를 포기한 후에 메네비아에 있는 세인트 데이비드의 수도원에 들어갔다고 나온다. <성자 페트로치>에서는 성자 페트록이 콘스탄틴이라는 부자가 사냥하던 사슴을 보호하는 이야기가 나오는데, 여기서 등장하는 콘스탄틴은 결국 개종하여 수도사가 된다. 여기에서 콘스탄틴은 왕이 아니라 부호로 나오지만, 이 이야기를 참고한 12세기의 소설인 <미라큘라>에서는 콘스탄틴을 왕이라고 하며 성자 페트록에게 성유물인 상아로 만든 뿔을 주었다는 이야기를 덧붙였다. 콘스탄틴이라는 성자, 혹은 왕에 대한 많은 이야기들은 영국 전역에 퍼져 있기 때문에, 여러 인물들을 쉽게 혼동할 수 있다.
콘스탄틴과 연관된 다른 브리튼 남서부의 유적지로는 밀턴 애벗 교회, 데본 근처 던터턴에 있는 예배당, 콘월 일로간에 위치한 예배당이 있다. 지역의 교회가 타비스톡 수도원의 형식을 따르는 것은 콘스탄틴 왕의 어머니 헬레나에게 바쳐졌기 때문인데, 데본에 있는 두 예배당은 콘스탄틴 본인을 위해 지어졌을 수도 있다. 웨일즈에서는 랑지스테닌 예배당과 웨일스비커라는 두 교회가 콘스탄틴에게 바쳐졌다. 스코틀랜드의 교구인 고반 교회도 성자 콘스탄틴에게 헌정되었다.

## 몬머스의 제프리와 연대기

### 브리타니아 열왕사

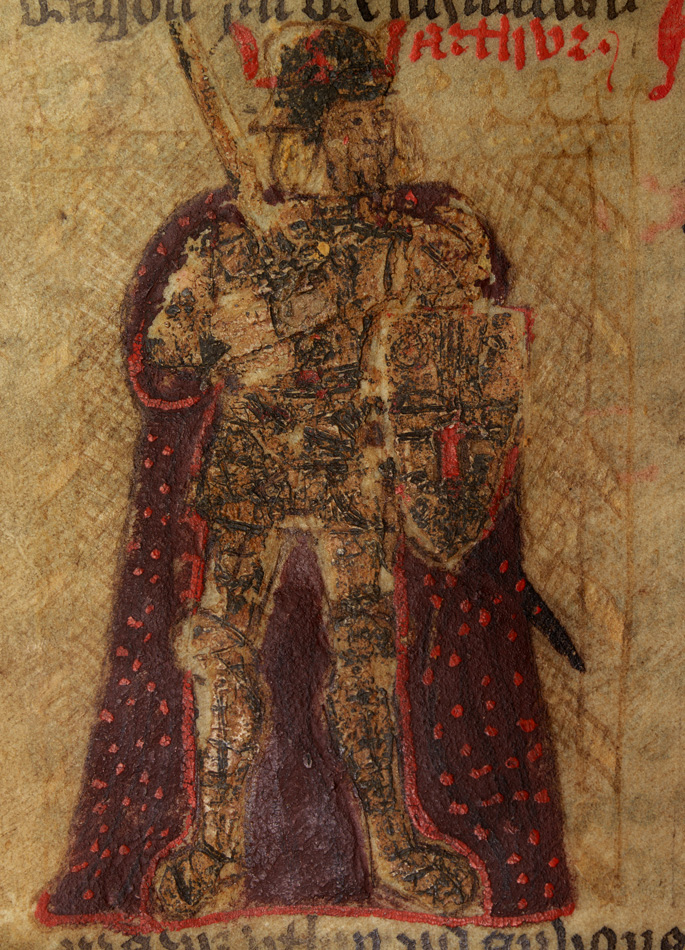
몬머스의 제프리가 <브리타니아 열왕사>에 등장시킨 15세기 경의 아서왕. 콘스탄틴은 아서왕의 후계자였다.

몬머스의 제프리는 길다스의 브리타니아 열왕사를 변형한 버젼에서 콘스탄틴을 등장시켰다. 제프리는 길다스의 작품을 개주하고, 길다스가 비판했던 왕들을 후계자로서 재평가하기도 했다.
길다스에 더해서, 제프리는 덤모니아 계보가 <제레인트와 에니드>와 비슷한 소스에서 나타난다는 사실을 알고 있었다. 그는 이러한 초기 이야기에서 찾지 못한 세세한 부분을 더하고, 콘스탄틴을 웨일스 역사에서 캐디 메이브 제레인트로 알려진 콘월 공작 카도르의 아들이라고 밝혔다. 특히 제프리가 만들어낸 콘스탄틴은 아서 왕의 혈족으로, 아서 왕의 뒤를 이어 브리튼의 왕으로 즉위하기도 한다. 노리스 J. 레시와 제프리 애쉬는 몬머스의 제프리가 브리튼 남서부에 현존하는 아서왕의 출생지를 바탕으로 이러한 연결고리를 만들었다고 주장했다. 하지만 초반부에 아서왕이 등장하는 곳이 남서쪽이 아닌 북부 지역이라는 점을 고려했을 때, 레이첼 브로미치는 몬머스의 제프리가 아서와 콘스탄틴 왕과 콘스탄틴 3세 사이의 연결고리를 직접 지어냈을 수도 있다고 설명했다.